# Мудра Олександра Миколаївна
Олександра Миколаївна Мудра (нар. 1 січня 1938, м. Броди) — українська письменниця, журналістка, громадська діячка. Член Національної Спілки письменників України, активістка громадсько-допомогової жіночої організації Українського Золотого Хреста, Шкільної Ради США.

## З біографії
Народилася 1 січня 1938 року у Бродах. Закінчила польську гімназію у Ключборку, потім студіювала російську філологію в Ягеллонському університеті, що у Кракові. Почала писати польською мовою, пізніше українською. Українську мову вивчила самостійно. У 1960 році емігрувала до Канади, 1961 року — потім до США. З чоловіком оселилися в Чикаго. Працювала в суботній школі українознавства в Чикаго, в дитячому садочку «Сонечко».

## Творчість
Автор книжок:
- 1991 — «Створення світу», «Ковчег Ноя», «Неопалима купина»;
- 1994 — «З тобою, мій Краю»;
- казки «Чари СвятМиколаївської ночі».